# Трубачевское сельское поселение (Томская область)
Тру́бачевское се́льское поселе́ние — муниципальное образование в Шегарском районе Томской области Российской Федерации.
Административный центр — село Трубачево.

## История
Статус и границы сельского поселения установлены Законом Томской области от 10 сентября 2004 года № 206-ОЗ «О наделении статусом муниципального района, сельского поселения и установлении границ муниципальных образований на территории Шегарского района»

## Население
| 2010  | 2012  | 2013  | 2014  | 2015  | 2016  | 2017  |
| ----- | ----- | ----- | ----- | ----- | ----- | ----- |
| 1184  | ↘1136 | ↘1134 | ↗1141 | ↘1131 | ↘1125 | ↘1103 |
| 2018  | 2019  | 2020  | 2021  |       |       |       |
| ↘1080 | ↘1075 | ↘1053 | ↗1064 |       |       |       |

## Состав сельского поселения
| № | Населённый пункт | Тип населённого пункта       | Население |
| - | ---------------- | ---------------------------- | --------- |
| 1 | Большое Брагино  | деревня                      | ↘0        |
| 2 | Бушуево          | деревня                      | ↘69       |
| 3 | Малобрагино      | село                         | ↘306      |
| 4 | Новониколаевка   | деревня                      | ↘23       |
| 5 | Новоуспенка      | деревня                      | ↗48       |
| 6 | Трубачево        | село, административный центр | ↘618      |